# Phare de Stingray Point
Le phare de Stingray Point (en anglais : Stingray Point Light), était un phare offshore de type screw-pile lighthouse  situé dans l'embouchure de la rivière Rappahannock, dans la baie de Chesapeake, comté de Middlesex en Virginie. Détruit en 1965 il a été remplacé par une balise automatique sur le même site.

## Historique
Stingray Point tire son nom d'un incident au cours duquel John Smith de Jamestown s'est fait piquer par une raie (Stingray en anglais) alors qu'il pêchait à proximité. 
La maison-phare sur plateforme a été construite en 1858 pour marquer l’entrée du port de Deltaville, juste à l’ouest de la pointe. Un rapport datant de 1865 indique que les réparations ont été effectuées après le phare fut pillé pendant la guerre de Sécession. 
La lumière est restée en service jusqu'en 1965, date à laquelle la maison a été enlevée et une tourelle métallique à claire-voie fut érigée sur l'ancienne fondation. Automatisée, cette lumière reste en service.
Une réplique du premier phare a été réalisée en 2003. Il sert de musée et de bureau pour le port de plaisance de Stingray Point.

## Description
Le phare actuel   est une balise montée sur une tourelle de 10,5 m de haut. Il émet, à une hauteur focale de 10,5 m, un éclat blanc  toutes les 4 secondes. Sa portée est de 7 milles nautiques (environ 13 km).
Identifiant : ARLHS : USA-812 ; USCG : 2-7325 ; Admiralty : J1642 . 

### Lien connexe
- Liste des phares en Virginie